# Bramante Cucini
Bramante Cucini (Sovicille, 15 gennaio 1893 – 13 giugno 1936) è stato un sindacalista e politico italiano.

## Biografia
Socialista e animatore sindacale in gioventù, nel 1905 è un attivista del movimento libertario e membro del Fascio antimilitarista Socialista-Anarchico, uno dei due circoli anarchici di Siena. Promotore e fondatore dell'Unione sindacale italiana, nel 1914 segue Filippo Corridoni nell'azione interventista promossa dall'Associazione Nazionalista Italiana e prende quindi parte alla prima guerra mondiale.
Nel 1919 partecipa alla fondazione dei Fasci di combattimento e rappresenta il movimento al suo primo congresso celebrato a Firenze. Dopo la marcia su Roma presiede la riorganizzazione sindacale del regime come segretario generale della Confederazione dei sindacati fascisti e della Federazione dei sindacati dell'industria. In tale veste prende parte alla Conferenza internazionale del lavoro a Ginevra, dove sostiene la necessità di avversare le organizzazioni sindacali socialiste disseminate in tutta Europa.
È stato membro del Patronato nazionale corporativo e del Consiglio nazionale delle corporazioni.